# Masalia calamaria
Masalia calamaria är en fjärilsart som beskrevs av Moore 1881. Masalia calamaria ingår i släktet Masalia och familjen nattflyn. Inga underarter finns listade i Catalogue of Life.